# Еріх Федершмідт
Еріх Федершмідт (англ. Erich Federschmidt, 14 червня 1895 — лютий 1962) — американський академічний веслувальник.
Срібний призер Олімпійських Ігор 1920 року в складі розпашної четвірки зі стерновим.